# Египетски плодояден прилеп
Египетският плодояден прилеп (Rousettus aegyptiacus) е вид бозайник от семейство Плодоядни прилепи (Pteropodidae).

## Разпространение и местообитание
Разпространен е в Ангола, Бурунди, Габон, Гамбия, Гана, Гвинея, Египет, Екваториална Гвинея, Еритрея, Етиопия, Замбия, Зимбабве, Йемен, Израел, Йордания, Иран, Камерун, Кения, Демократична република Конго, Република Конго, Кот д'Ивоар, Лесото, Либерия, Либия, Ливан, Малави, Мозамбик, Нигерия, Обединените арабски емирства, Оман, Пакистан, Палестина, Република Кипър, Руанда, Сао Томе и Принсипи, Саудитска Арабия, Сенегал, Сиера Леоне, Сирия, Судан, Танзания, Того, Турция, Уганда, Южен Судан и Южна Африка.